# Carpathonesticus lotriensis
Carpathonesticus lotriensis es una especie de araña araneomorfa del género Carpathonesticus, familia Nesticidae. Fue descrita científicamente por Weiss en 1983.
Se distribuye por Rumania. El cuerpo del macho mide aproximadamente 4,7 milímetros de longitud y el de la hembra 5,2 milímetros.